# 네이호
네이호(영어: Lough Neagh 로흐 네이[lɒx ˈneɪ][*], 아일랜드어: Loch nEachach 로흐 나허흐[ˌl̪ˠɔx ˈn̠ʲahəx])는 북아일랜드의 커다란 담수호로, 아일랜드섬에서 가장 큰 호수이다. 영국과 브리튼 제도에서 가장 큰 호수이기도 하다. 표면적은 392 평방킬로미터로, 북아일랜드 수자원의 40%를 공급하는 수원지다. 주요 유입하천은 반강 상류와 얼스터 블랙워터이며, 반강 하류로 유출된다. 호수 전체가 섀프츠베리 백작가의 사유지이며, Lough Neagh Partnership Ltd.에서 관리하고 있다.